# Odontomyia carinifacies
Odontomyia carinifacies är en tvåvingeart som beskrevs av Macquart 1850. Odontomyia carinifacies ingår i släktet Odontomyia och familjen vapenflugor. Inga underarter finns listade i Catalogue of Life.